# 칼라하리수박
칼라하리수박(Kalahari melon)은 박과 수박속의 식물이다. 학명은 키트룰루스 카페르(학명: Citrullus caffer).
과육은 단단하고 희다. 근연종인 수박과 달리 날것으로 먹는 경우는 거의 없고, 초절임이나 프리저브를 담가 먹거나 가축 먹이로 준다. 펙틴이 풍부해서 보존식품으로서 유용하다.